# 4891 Blaga
4891 Blaga è un asteroide della fascia principale. Scoperto nel 1984, presenta un'orbita caratterizzata da un semiasse maggiore pari a 3,1665978 UA e da un'eccentricità di 0,0601062, inclinata di 2,30229° rispetto all'eclittica.